# الدیاک
الدیاک (به لاتین: Eldyak) یک منطقهٔ مسکونی در روسیه است که در باشقیرستان واقع شده‌است.